# Bernardia corensis
Bernardia corensis är en törelväxtart som först beskrevs av Nikolaus Joseph von Jacquin, och fick sitt nu gällande namn av Johannes Müller Argoviensis. Bernardia corensis ingår i släktet Bernardia och familjen törelväxter. Inga underarter finns listade i Catalogue of Life.